# داوران جام ملت‌های اروپا ۲۰۰۸
۱۲ داور، ۲۴ کمک‌داور و ۸ داور چهارم، قضاوت مسابقات جام ملت‌های اروپا ۲۰۰۸ در اتریش و سوئیس را بر عهده داشتند.

## داوران
| انجمن فوتبال | داور                 | کمک‌ها                   | کمک‌ها                | بازی‌های داوری‌کرده |
| ------------ | -------------------- | ----------------------- | -------------------- | ----------------- |
| اتریش        | کونراد پلاتز         | ایگون بروتر             | مارکوس میر           | ESP-RUS           |
| بلژیک        | فرانک ده بلیکر       | پیتر هرمانز             | آلکس ورستریتن        | CRO-GER           |
| انگلستان     | هاوارد وب            | دارن کن                 | مایک مولارکی         | AUT-POL           |
| آلمان        | هربرت فاندل          | کارستن کاداچ            | وولکر وزل            | POR-TUR           |
| یونان        | کیروس واساراس        | دیمیتریس بوزارتزیدیس    | دیمیتریس سارایداریس  | CZE-POR           |
| ایتالیا      | روبرتو روزتی         | آلساندرو گریسلی         | پائولو کالکانیو      | SUI-CZE           |
| هلند         | پیتر وینک            | آدریان اینیا            | هانس تن هووه         | AUT-CRO           |
| نروژ         | تام هنینگ ورب        | گیر آگه هولن            | یان پیتر راندن       | GER-POL           |
| اسلواکی      | لوبوس میشل           | رومان اسلیسکو           | مارتین بالکو         | SUI-TUR           |
| اسپانیا      | مانوئل مجوتو گونزالس | خوان کارلوس یوسته خیمنز | جسوس کالوو گوادامورو | ROM-FRA           |
| سوئد         | پیتر فروجفلت         | استفان ویتبرگ           | هنریک آندرن          | CZE-POR           |
| سوئیس        | ماسیمو بوزاکا        | ماتیاس آرنت             | استفان کوهات         | GRE-SWE           |

### داوران چهارم
| کشور     | داور چهارم          |
| -------- | ------------------- |
| کرواسی   | ایوان ببک           |
| فرانسه   | استفان لنوی         |
| مجارستان | ویکتور کاسای        |
| ایسلند   | کریستین یاکوبسون    |
| لهستان   | گرزگورز ویلفسکی     |
| پرتغال   | اولگاریو بنکوئه‌لنکا |
| اسکاتلند | کریگ تامسون         |
| اسلوونی  | دامیر اسکومینا      |